# 修養齋
修養齋，原籍河北，台灣著名中醫師、針灸師。其父親修圯在清末曾任中國第一任駐俄大使，與張作霖熟識。他自小對中醫有興趣，師從王錫紱老師，學習《內經》、《難經》、《傷寒論》等經典，後成為清代御醫苑春英之徒康茲賡的入門弟子，開始學習針灸。移居台灣之後，在台北新成昌藥行駐店行醫，名振一時，于右任等名人都曾登門求醫。
他針灸的特點是重視取穴與補瀉，強調得氣與引導氣的走向，又被稱為飛經走氣派。著有《修氏針灸全書》。弟子有 鍾永祥,蔡明男,黃維三,宋和乾,黃祐宗,黃美涓,邱榮順等人。